# Raphaëlle Strub
Raphaëlle Strub, née le 2 avril 1981 à Chambéry, est une skieuse alpine française.

## Biographie
En 2001, elle dispute les championnats du monde juniors à Verbier. Elle y prend la 15e place du slalom géant.
Au cours de sa carrière en équipe de France, elle court principalement en Coupe d'Europe (77 départs), où elle y obtient 2 tops-15 en slalom à Rogla en 2004. Cette même année, elle dispute 2 slaloms de Coupe du monde à Lévi.
En 2003, elle est sacrée championne de France de slalom géant aux Menuires. La même année elle remporte aussi un second titre de championne de France du combiné, après son titre de l'année 2000.
Après sa carrière sportive elle devient ostéopathe et exerce en France, puis au Canada.

## Palmarès

### Championnats du monde junior
| Épreuve / Édition     | Descente | Super G | Slalom géant | Slalom  |
| Mondiaux 2001 Verbier | 20e      | 36e     | 15e          | Abandon |

### Championnats de France Elite
| Édition / Epreuve                          | Descente | Super G | Slalom géant | Slalom  | Super combiné |
| ------------------------------------------ | -------- | ------- | ------------ | ------- | ------------- |
| Championnats 1998 Serre Chevalier          | 28e      | 20e     | -            | -       | -             |
| Championnats 1999 La Clusaz                | 6e       | 28e     | 4e           | 21e     | -             |
| Championnats 2000 Valloire / Alpe d'Huez   | 14e      | 14e     | 13e          | 18e     | Or            |
| Championnats 2001 Alpe d'Huez / Courchevel | -        | -       | 17e          | Abandon | -             |
| Championnats 2002 Megève / Val d'Isère     | 8e       | -       | Abandon      | 18e     | -             |
| Championnats 2003 Les Menuires             | 7e       | 18e     | Or           | Bronze  | Or            |
| Championnats 2004 Flaine / Les Carroz      | 21e      | 43e     | 22e          | 4e      | -             |